# The Bitterest Pill (I Ever Had to Swallow)
«The Bitterest Pill (I Ever Had to Swallow)» es un sencillo de la banda británica The Jam, publicado tras el éxito del álbum The Gift. Aunque la canción no estaba incluida en ningún álbum de la banda alcanzó el número 2 en el UK Singles Chart el 10 de septiembre de 1982. El sencillo se reeditó en 1997 y llegó al número 30.
La cara B era un medley entre la canción "Pity Poor Alfie" compuesta por Paul Weller y la canción de Otis Blackwell "Fever".
La serie de televisión canadiense Degrassi: The Next Generation, tituló uno de sus capítulos con el nombre de la canción.
- Datos: Q389968